# Sven Stiberg
Sven Gunnar Stiberg, född 15 juli 1914 i Katarina församling, död 19 juni 1992 i Skärholmen, var en svensk kompositör och jazzmusiker (gitarr och banjo).

## Biografi
Stiberg spelade under slutet av 1930-talet i Seymour Österwalls och Lulle Ellbojs orkestrar. Han var även med om att bilda Svenska Hotkvintetten, verksam 1939–1941, med Franska Hotkvintetten (Le Hot Club de France) som förebild. 
Sven Stiberg blev känd som den första svenska elgitarristen då han spelade med Thore Ehrlings orkester 1943–1949. Under 1950-talet spelade han bland annat i Radiotjänsts underhållningsorkester, och från 1963 fram till sin pensionering arbetade han  på Sveriges Radio som musikproducent. Han medverkade även som studiomusiker på många inspelningar av jazz- och schlagermusik. 
Tillsammans med Folke Eriksberg gav han på 1940-talet ut en gitarrskola, där bland annat singelstring-tekniken (the single-note style) utförligt behandlades och som blev grund för många unga gitarristers utveckling. 
Stiberg är gravsatt i minneslunden på Skogskyrkogården i Stockholm.

## Filmografi

### Musik
- 1941 – Hem från Babylon
- 1944 – Narkos

### Roller
- 1940 – Hjältar i gult och blått
- 1941 – Gatans serenad
- 1943 – En melodi om våren